# Ястраба
Ястраба (словац. Jastrabá) — село, громада округу Ж'яр-над-Гроном, Банськобистрицький край, центральна Словаччина, регіон Теков. Кадастрова площа громади — 10,82 км².
Населення 548 осіб (станом на 31 грудня 2017 року).

## Історія
Ястраба згадується в 1487 році.

## Населення
| Рік:            | 1994. | 2004.   | 2014.   | 2024.   |
| --------------- | ----- | ------- | ------- | ------- |
| Кількість осіб: | 593   | 590     | 552     | 552     |
| Різниця:        |       | -0,50 % | -6,44 % | +1,42 % |

| Рік:            | 2023. | 2024.   |
| --------------- | ----- | ------- |
| Кількість осіб: | 555   | 552     |
| Різниця:        |       | -0,54 % |